# Михайлов Олександр Дмитрович
Олександр Дмитрович Михайлов (17 (29) січня 1855, Путивль Курської губернії (зараз Сумська область, Україна) — 18 (30) березня 1884, Санкт-Петербург) — російський революціонер, народник, один з членів Виконавчого комітету «Народної волі»; клички: «Двірник», «Петро Іванович», «Безменов», «Іван Васильович».

## Біографія
Батьками А. Д. Михайлова були небагаті курські поміщики — Дмитро Михайлович і Клавдія Йосипівна Михайлова. У 1875 році вступив до Технологічного інституту (Санкт-Петербург). Був в тому ж році виключений за участь у студентському русі й висланий на батьківщину в Путивль.
У 1876 році побував в Києві, де познайомився з революціонерами, але не примкнув до жодної з груп. Восени 1876 повернувся в Санкт-Петербург, вступив до Гірничого інституту і став одним з діяльних організаторів товариства «Земля і воля». Навесні 1877 року пішов «в народ», жив у селі Синенькі Саратовської губернії серед старообрядців, сподіваючись згодом реформувати старовір'я в революційну релігію.
У 1878 році повернувся в Санкт-Петербург і взяв участь в перегляді програми та статуту товариства, яке прагнуло до більшої централізації. Михайлов брав участь в бойових операціях товариства «Земля і воля»: невдалій спробі звільнення заарештованого товариша, підготовці замаху на шефа жандармів Н. В. Мезенцова та інших акціях. У 1879 році Михайлов влаштував Н. В. Клеточнікова в III Відділення і був в курсі всіх дій жандармерії.
Талановитий організатор, Михайлов вимагав від товаришів жорсткої дисципліни, розробив ефективну систему конспірації, за що отримав кличку «Двірник». У 1879 році після Липецького і Воронезького з'їздів, коли стався розкол «Землі і волі», Михайлов увійшов до складу Виконавчого комітету терористичної «Народної волі». Він налагодив роботу підпільних друкарень, займався фінансами партії.
Брав активну участь у терористичній діяльності. Арештований в листопаді 1880 року і був судимий в 1882 році на процесі 20-ти. На суді виступив з промовою, в якій доводив, що підсудні не «зграя вбивць», як її представив прокурор, а партія, яка бореться за «піднесення інтересів народу вище інтересів єдинодержавия». Смертний вирок був замінений Михайлову вічною каторгою. Помер в Олексіївському равеліні Петропавлівської фортеці від набряку легенів. Таємно похований на Преображенському цвинтарі в Петербурзі.

## Цитата
«Когда человеку, хотящему говорить, зажимают рот, то этим самым развязывают руки».